# Predrag Badnjarević
Predrag Badnjarević est un entraîneur serbe de basket-ball.

## Palmarès
- Championnat de Tunisie : 2015
- Coupe de Tunisie : 2015